# 伐氏副鰍
伐氏副鰍（學名：Paracobitis vignai），為輻鰭魚綱鯉形目條鰍科副鰍屬的其中一種。分布於亞洲伊朗錫斯坦盆地淡水流域，體長可達14.2公分，棲息在河川底層水域，生活習性不明。

## 扩展阅读
維基物種上的相關：伐氏副鰍